# Mohammed Zakaria Goném
Mohammed Zakaria Goném (arabsky زكريا غنيم, anglickou transkripcí Muhammed Zakaria Goneim nebo Muhammad Zakarīya Ghunaim, v DIN 31635 Zakarīyā Ġunaim, 1905 Egypt – 2. ledna 1959 Egypt), byl egyptský archeolog. Proslavil se objevem Sechemchetovy stupňovité pyramidy v Sakkáře. Úzce přitom spolupracoval se svým přítelem, francouzským egyptologem Jeanem-Philippem Lauerem, jenž dlouhá léta pracoval u Džóserovy stupňovité pyramidy.

## Život
Před druhou světovou válkou pracoval v Sakkáře ve Venisově chrámu. Válku strávil v Luxoru; po ní se vrátil do Sakkáry, když byl jmenován vrchním inspektorem zdejších památek. Rozhodl se prozkoumat velké kamenné bloky vyčnívající z písku nedaleko Džoserovy pyramidy a zjistil, že se jedná o zeď ohrazující prostor, v jehož středu objevil zbytky nedostavěné stupňovité pyramidy. V nejspodnější vrstvě šachty na severní straně narazil na soubor artefaktů z období 3. dynastie. Významným nálezem byla slonovinová tabulka se jménem Džesertiach, což bylo jedno z jmen faraona Sechemcheta. Pod pyramidou se nacházel labyrint chodeb se 137 komorami určenými pro pohřební výbavu, byly však prázdné. V hloubce 32 metrů narazil na pohřební komoru s alabastrovým sarkofágem neobvyklého hranolového tvaru. 

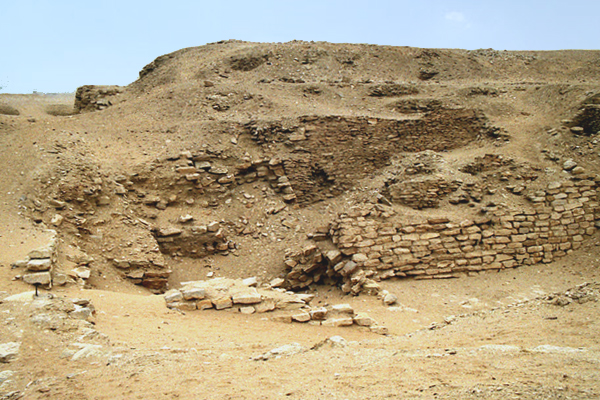
Sechemchetova pyramida v Sakkáře

Goném se domníval, že je v něm uložena mumie, protože pečetě byly neporušeny a pohřební věnce stále ležely na svém místě na sarkofágu. Nález vzbudil obrovskou pozornost médií - Zakaria Goném pozval představitele státu, novináře, reportéry a filmové týmy na slavnostní otevření. Dne 27. června 1954 byl sarkofág před nimi slavnostně otevřen, byl však prázdný.
„Tři roky kopající pracovníci, a nic nenajdou“, psaly jedny noviny. Rozčarování bylo stejně obrovské, ačkoliv objev byl pro egyptologii nesmírně významný i navzdory prázdnému sarkofágu. Egyptský prezident Násir navštívil místo objevu a osobně Gonéma za jeho práci pochválil. Goném byl jmenován ředitelem Egyptského muzea v Káhiře. Vydal se na přednáškové turné po USA a napsal knihu Pohřbená pyramida (The Buried Pyramid). Kniha byla úspěšná a byla přeložena do několika jazyků, mj. i do češtiny. Vyšla v roce 1963 v edici Kolumbus v překladu Vojtěcha Zamarovského s doslovem egyptologa Zbyňka Žáby.
Avšak v jeho domovině jej oficiální místa začala obtěžovat a pronásledovat. Nakonec byl obviněn z toho, že ze země propašoval vzácnou kamennou nádobu nalezenou u Džoserova komplexu, která byla uložena v depozitáři muzea. Důkazy neexistovaly, pouze obviňování a hanobení. Goném byl celou situací frustrován a trpěl depresemi. Jeho přítel Lauer se mu pokoušel pomoci tím, že onen vzácný předmět najde. To se mu skutečně podařilo, nádoba byla zastrčená mezi dalšími předměty v koutě depozitáře. Spěchal tuto zprávu předat svému příteli, ale už bylo příliš pozdě. Goném se toho dne, 2. ledna 1959, utopil v Nilu. Pravděpodobně spáchal sebevraždu skokem z mostu.
Zakaria Goném byl bratrancem egyptské následkyně trůnu Nofert Sourial Sa'id, jež sama byla v mateřské linii přímým potomkem princezny Istemkheb z 21. dynastie. Gonémova rodina byla koptského původu, ke konci 19. století konvertovala k islámu.

## Spisy
- Seznam děl v Souborném katalogu ČR, jejichž autorem nebo tématem je Mohammed Zakaria Goném
- The buried pyramid. Longmans, Green; London, New York; 1956
- The lost pyramid. Rinehart; New York; 1956
- Excavations at Saqqara: Horus Sekhem-khet, the unfinished step pyramid at Saqqara; Impr. de l’Institut français d’archéologie orientale; Le Caire, 1957

### České překlady
- Ztracená pyramida, překlad Vojtěch Zamarovský, doslov Zbyněk Žába, Praha : Mladá fronta, 1963, edice Kolumbus, svazek 15